# کنستانتین فرنباخ
کنستانتین فرنباخ (به آلمانی: Constantin Fehrenbach) (زادهٔ ۱۱ ژانویهٔ ۱۸۵۲ – درگذشته ۲۶ مارس ۱۹۲۶) سیاست‌مدار کاتولیک آلمانی عضو حزب مرکزی آلمان، رئیس رایشستاگ در ۱۹۱۸، رئیس مجلس ملی آلمان از ۱۹۱۹ تا ۱۹۲۰ و صدر اعظم آلمان از ۲۱ ژوئن ۱۹۲۰ تا ۱۰ مهٔ ۱۹۲۱ بود. 
فرنباخ زادهٔ بندورف بود. در هنگام صدارت عظمی با دو حزب خلق آلمان و حزب دموکراتیک آلمان ائتلاف نمود. سرانجام در اعتراض به میزان غرامتی که متفقین آلمان را وادار به پرداخت آن می‌کردند دولت او کناره‌گیری نمود. 
فرنباخ تا ۱۹۲۳ رهبری فراکسیون حزب مرکز را در رایشستاگ برعهده داشت. او منتقد دخالت ارتش در امور سیاسی بود.